# Platyrinchus albogularis
El picoplano bigotudo occidental (Platyrinchus albogularis) es una especie –o el grupo de subespecies P. mystaceus albogularis, dependiendo de la clasificación considerada– de ave paseriforme de la familia Tyrannidae perteneciente al género Platyrinchus. Es nativa del este de América Central y del noroeste y oeste de América del Sur.

## Distribución y hábitat
Se distribuye desde Costa Rica y Panamá, por el norte de Colombia y extremo noroeste de Venezuela, hacia el sur, a lo largo de los Andes de Colombia, Ecuador, Perú, hasta el centro de Bolivia.
Esta especie se encuentra en una variedad de hábitats naturales, preferencialmente el sotobosque de bosques húmedos de montaña y de tierras bajas, pero también en bosques secos y matorrales secos y húmedos.

## Sistemática

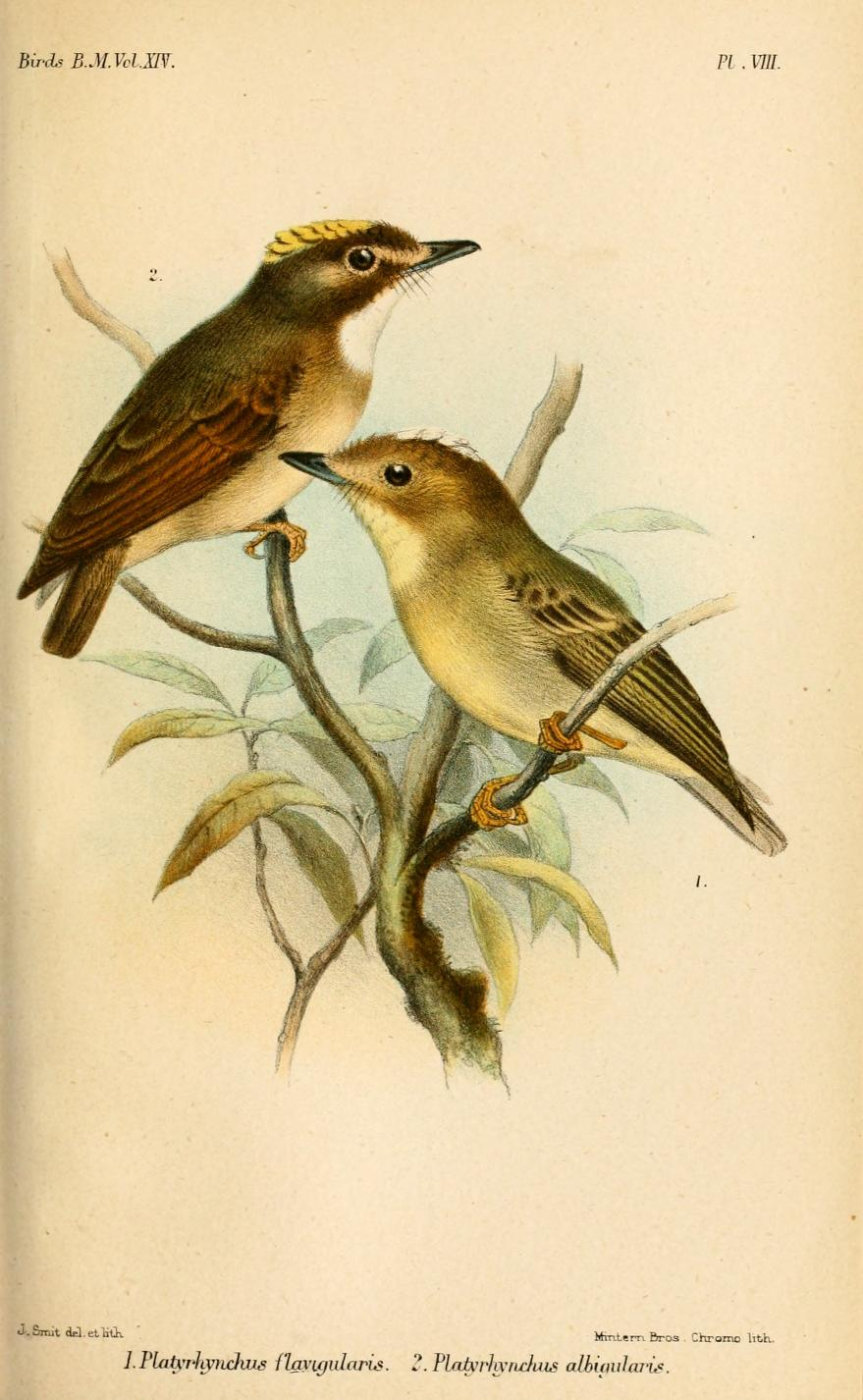
Platyrhynchus albigularis = Platyrinchus albogularis (arriba), ilustración de Joseph Smit en Catalogue of the Birds in the British Museum, 1888.

### Descripción original
La especie P. albogularis fue descrita por primera vez por el zoólogo británico Philip Lutley Sclater en 1860 bajo el nombre científico Platyrhynchus albogularis; la localidad tipo es: «Pallatanga, Chimborazo, Ecuador».

### Etimología
El nombre genérico masculino «Platyrinchus» se compone de las palabras del griego «πλατυς platus»: ‘ancho’, y «ῥυγχος rhunkhos»: ‘pico’; y el nombre de la especie «albogularis» se compone de las palabras del latín «albus» que significa ‘blanco’, y «gularis» que significa ‘de garganta’.

### Taxonomía
La presente especie es tradicionalmente tratada como el grupo politípico de subespecies P. mystaceus albogularis, del picoplano bigotudo (Platyrinchus mystaceus), pero algunas clasificaciones, como Aves del Mundo (HBW) y Birdlife International (BLI), la consideran como especie separada con base en diferencias morfológicas, principalmente de plumaje, y de vocalización. Sin embargo, esto no es todavía reconocido por otras clasificaciones.
Las principales diferencias apuntadas por HBW para justificar la separación son: la mandíbula inferior toda oscura y no pálida; garganta y vientre más blancos; el canto es una serie de notas ascendientes y no descendientes de ritmo rápido. La voz y el plumaje de la subespecie partridgei son de alguna forma intermediarios entre la presente y P. mystaceus, pero difiere de P. mystaceus en la mandíbula inferior oscura y el canto con menos notas, ritmo más lento y varias otras diferencias.

### Subespecies
Según Aves del Mundo se reconocen cinco subespecies, con su correspondiente distribución geográfica:
- Platyrinchus albogularis neglectus (Todd, 1919) – Costa Rica, Panamá, norte y centro de Colombia (río Truandó, región de Santa Marta, Boyacá) y noroeste de Venezuela (oeste de Táchira).
- Platyrinchus albogularis albogularis P.L. Sclater, 1860 – oeste de Colombia (pendiente del Pacífico de los Andes occidentales, valle del Cauca, cabecera del valle del Magdalena) y oeste de Ecuador.
- Platyrinchus albogularis perijanus Phelps, Sr & Phelps, Jr, 1954 – Serranía del Perijá, en la frontera Colombia–Venezuela.
- Platyrinchus albogularis zamorae (Chapman, 1924) – este de Ecuador hacia el sur a lo largo de los Andes hasta el sureste de Perú (hasta el oeste de Madre de Dios).
- Platyrinchus albogularis partridgei Short, 1969 – extremo sureste de Perú (sur de Puno) y centro y oeste de Bolivia (La Paz, Cochabamba, suroeste de Santa Cruz).